# Ischnura kellicotti
Ischnura kellicotti là một loài chuồn chuồn kim trong họ Coenagrionidae.
Ischnura kellicotti is in 1898 voor het eerst wetenschappelijk beschreven bởi Williamson.